# کاترهام ۷ سی‌اس‌آر
کاترهام ۷ سی‌اس‌آر (به انگلیسی: The Caterham CSR) خودرویی ساخت شرکت کاترهام کارز بریتانیا است. طول آن در حالت طبیعی ۳٬۳۰۰ میلیمتر (۱۳۰ اینچ) و عرض آن در حالت طبیعی ۱٬۶۸۵ میلیمتر (۶۶٫۳ اینچ) و  ارتفاع آن در حالت طبیعی ۱٬۰۱۵ میلیمتر (۴۰٫۰ اینچ) است. سیستم جعبه‌دندهٔ آن ۶ دنده است. در این مدل فنربندی جلو به سیستم cantilever ارتقاء یافت.